# Ксан Виндзор, лорд Каллоден
Ксан Ричард Андерс Виндзор (англ. Xan Richard Anders Windsor; родился 12 марта 2007 года) — британский аристократ из глостерской ветви династии Виндзоров, праправнук короля Георга V. Как наследник графа носит титул учтивости лорд Каллоден.

## Биография
Ксан Виндзор родился 12 марта 2007 года и стал единственным сыном Александра Виндзора, графа Ольстерского, и Клэр Бут. По мужской линии он является внуком принца Ричарда, герцога Глостерского, и принадлежит к старшей ветви рода Виндзоров, потомков королевы Виктории и Альберта Саксен-Кобург-Готского. В порядке британского престолонаследия он занимает 34-ю позицию.
Как наследник графа Ксан носит титул учтивости лорд Каллоден. С 2018 года он является первым почётным королевским пажом.